# Список кавалеров ордена «За заслуги перед Отечеством» за 2019 год

## Кавалеры ордена I степени
1. 28 марта 2019 года, № 132 — Макаровец, Николай Александрович — заместитель управляющего директора — научный руководитель — генеральный конструктор акционерного общества «Научно-производственное объединение „СПЛАВ“», Тульская область[1]
2. 16 апреля 2019 года, № 174 — Садовничий, Виктор Антонович — академик Российской академии наук, ректор федерального государственного бюджетного образовательного учреждения высшего образования «Московский государственный университет имени М. В. Ломоносова»[2]
3. 29 апреля 2019 года, № 199 — Доронина, Татьяна Васильевна — президент федерального государственного бюджетного учреждения культуры «Московский Художественный академический театр имени М. Горького»[3]
4. 29 мая 2019 года, № 240 — Леонов, Алексей Архипович — дважды Герой Советского Союза, летчик-космонавт СССР[4]
5. 29 мая 2019 года, № 240 — Ширвиндт, Александр Анатольевич — художественный руководитель государственного бюджетного учреждения культуры города Москвы «Московский академический театр сатиры»[4]
6. 9 августа 2019 года, № 373 — Спиваков, Владимир Теодорович — президент государственного бюджетного учреждения культуры города Москвы «Московский международный Дом музыки»[5]
7. 28 октября 2019 года, № 525 — Добродеев, Олег Борисович — генеральный директор федерального государственного унитарного предприятия «Всероссийская государственная телевизионная и радиовещательная компания», город Москва[6]

## Кавалеры ордена II степени
1. 8 февраля 2019 года, № 42 — Греф, Герман Оскарович — президент, председатель правления публичного акционерного общества «Сбербанк России», город Москва
2. 28 марта 2019 года, № 132 — Плетнёв, Михаил Васильевич — художественный руководитель федерального государственного бюджетного учреждения культуры «Российский национальный оркестр», город Москва
3. 17 июля 2019 года, № 337 — Васильев, Владимир Абдуалиевич — Глава Республики Дагестан
4. 9 августа 2019 года, № 373 — Майоров, Борис Александрович — председатель совета ветеранов автономной некоммерческой организации «Народная Команда — Хоккейный Клуб „Спартак“», город Москва
5. 23 августа 2019 года, № 392 — Минин, Владимир Николаевич — художественный руководитель государственного бюджетного учреждения культуры города Москвы «Московский государственный академический камерный хор»
6. 23 августа 2019 года, № 392 — Роднина, Ирина Константиновна — заместитель председателя Комитета Государственной думы по международным делам
7. 23 августа 2019 года, № 392 — Сакович, Геннадий Викторович — научный руководитель федерального государственного бюджетного учреждения науки Института проблем химико-энергетических технологий Сибирского отделения Российской академии наук, Алтайский край
8. 9 сентября 2019 года, № 430 — Чилингаров, Артур Николаевич — депутат Государственной думы Федерального собрания Российской Федерации
9. 9 сентября 2019 года, № 430 — Гайнутдинов, Равиль Исмагилович — председатель Централизованной мусульманской религиозной организации Совет муфтиев России, председатель Централизованной религиозной организации Духовное управление мусульман Российской Федерации, город Москва
10. 21 октября 2019 года, № 506 — Шмаков, Михаил Викторович — председатель Общероссийского союза «Федерация Независимых Профсоюзов России», город Москва
11. 21 октября 2019 года, № 506 — Шохин, Александр Николаевич — президент Общероссийской общественной организации «Российский союз промышленников и предпринимателей», город Москва
12. 28 октября 2019 года, № 525 — Басилашвили, Олег Валерианович — артист федерального государственного бюджетного учреждения культуры «Российский государственный академический Большой драматический театр имени Г. А. Товстоногова», город Санкт-Петербург
13. 28 октября 2019 года, № 525 — Борисова, Юлия Константиновна — артистка федерального государственного бюджетного учреждения культуры «Государственный академический театр имени Евгения Вахтангова», город Москва
14. 28 октября 2019 года, № 525 — Фрейндлих, Алиса Бруновна — артистка федерального государственного бюджетного учреждения культуры «Российский государственный академический Большой драматический театр имени Г. А. Товстоногова», город Санкт-Петербург
15. 11 ноября 2019 года, № 546 — Потанин, Владимир Олегович — президент, председатель правления публичного акционерного общества «Горно-металлургическая компания „Норильский никель“», Красноярский край
16. 6 декабря 2019 года, № 587 — Пиотровский, Михаил Борисович — генеральный директор федерального государственного бюджетного учреждения культуры «Государственный Эрмитаж», город Санкт-Петербург

## Кавалеры ордена III степени
1. 27 февраля 2019 года, № 79 — Жванецкий, Михаил Маньевич, город Москва
2. 27 февраля 2019 года, № 79 — Эскиндаров, Мухадин Абдурахманович — ректор федерального государственного образовательного бюджетного учреждения высшего образования «Финансовый университет при Правительстве Российской Федерации», город Москва
3. 28 марта 2019 года, № 132 — Неменский, Борис Михайлович — профессор федерального государственного бюджетного образовательного учреждения высшего образования «Всероссийский государственный институт кинематографии имени С. А. Герасимова», город Москва
4. 28 марта 2019 года, № 132 — Полянский, Валерий Кузьмич — художественный руководитель и главный дирижёр федерального государственного бюджетного учреждения культуры «Государственная академическая симфоническая капелла России», город Москва
5. 28 марта 2019 года, № 132 — Скрябин, Константин Георгиевич — научный руководитель федерального государственного учреждения «Федеральный исследовательский центр „Фундаментальные основы биотехнологии“ Российской академии наук», город Москва
6. 28 марта 2019 года, № 132 — Насонов, Яков Александрович — заведующий операционным блоком государственного бюджетного учреждения здравоохранения Архангельской области «Первая городская клиническая больница имени Е. Е. Волосевич»
7. 28 марта 2019 года, № 132 — Бельков, Пётр Степанович — директор закрытого акционерного общества «Птицефабрика Чайковская», Пермский край
8. 28 марта 2019 года, № 132 — Метшин, Ильсур Раисович — Мэр города Казани, Республика Татарстан
9. 16 апреля 2019 года, № 174 — Лузянин, Владимир Ильич — президент Нижегородского открытого акционерного общества «Гидромаш»
10. 16 апреля 2019 года, № 174 — Сеславинский, Михаил Вадимович — руководитель Федерального агентства по печати и массовым коммуникациям
11. 16 апреля 2019 года, № 174 — Ольшанский, Николай Михайлович — председатель совета директоров общества с ограниченной ответственностью «УПРАВЛЯЮЩАЯ КОМПАНИЯ „ДОН-АГРО“», Воронежская область
12. 16 апреля 2019 года, № 174 — Худайнатов, Эдуард Юрьевич — президент акционерного общества «Нефтегазхолдинг», город Москва
13. 29 апреля 2019 года, № 199 — Хомич, Владислав Юрьевич — директор федерального государственного бюджетного учреждения науки Института электрофизики и электроэнергетики Российской академии наук, город Санкт-Петербург
14. 29 апреля 2019 года, № 199 — Куцев, Геннадий Филиппович — научный руководитель федерального государственного автономного образовательного учреждения высшего образования «Тюменский государственный университет»
15. 29 апреля 2019 года, № 199 — Мезенцев, Дмитрий Фёдорович — член Совета Федерации Федерального собрания Российской Федерации от исполнительного органа государственной власти Сахалинской области, председатель Комитета Совета Федерации по экономической политике
16. 29 апреля 2019 года, № 199 — Савицкая, Светлана Евгеньевна — заместитель председателя Комитета Государственной думы по обороне
17. 29 апреля 2019 года, № 199 — Капалин, Герман Михайлович (митрополит Калужский и Боровский Климент) — епархиальный архиерей Калужской епархии Русской православной церкви
18. 29 апреля 2019 года, № 199 — Таджуддинов, Талгат Сафич — шейх-уль-ислам, верховный муфтий, председатель Центрального духовного управления мусульман России, Республика Башкортостан
19. 29 мая 2019 года, № 240 — Шкаплеров, Антон Николаевич — инструктор-космонавт-испытатель отряда космонавтов федерального государственного бюджетного учреждения «Научно-исследовательский испытательный центр подготовки космонавтов имени Ю. А. Гагарина», Московская область
20. 29 мая 2019 года, № 240 — Мягков, Андрей Васильевич — артист федерального государственного бюджетного учреждения культуры «Московский Художественный академический театр имени А. П. Чехова»
21. 29 мая 2019 года, № 240 — Полякова, Людмила Петровна — артистка федерального государственного бюджетного учреждения культуры «Государственный академический Малый театр России», город Москва
22. 29 мая 2019 года, № 240 — Ходжоян, Рудий Енокович — артист оркестра федерального государственного бюджетного учреждения культуры «Государственный академический ансамбль народного танца имени Игоря Моисеева», город Москва
23. 13 июня 2019 года, № 274 — Семериков, Валерий Анатольевич — заместитель Генерального секретаря Организации Договора о коллективной безопасности
24. 13 июня 2019 года, № 274 — Кузнецов, Станислав Константинович — заместитель председателя правления публичного акционерного общества «Сбербанк России», город Москва
25. 13 июня 2019 года, № 274 — Леонова, Марина Константиновна — ректор федерального государственного бюджетного образовательного учреждения высшего образования «Московская государственная академия хореографии»
26. 3 июля 2019 года, № 312 — Горохова, Галина Евгеньевна — президент Общероссийской общественной организации «Российский союз спортсменов», город Москва
27. 9 августа 2019 года, № 373 — Чернушенко, Владислав Александрович — художественный руководитель и главный дирижёр Санкт-Петербургского государственного бюджетного учреждения культуры «Государственная академическая капелла Санкт-Петербурга»
28. 23 августа 2019 года, № 392 — Карасин, Григорий Борисович — статс-секретарь — заместитель министра иностранных дел Российской Федерации
29. 28 августа 2019 года, № 400 — Чиссов, Валерий Иванович — академик Российской академии наук, советник Московского научно-исследовательского онкологического института имени П. А. Герцена — филиала федерального государственного бюджетного учреждения «Национальный медицинский исследовательский центр радиологии»
30. 28 августа 2019 года, № 400 — Булаев, Николай Иванович — заместитель Председателя Центральной избирательной комиссии Российской Федерации
31. 9 сентября 2019 года, № 430 — Черемисов, Иван Иванович (митрополит Антоний), Орловская область
32. 9 сентября 2019 года, № 430 — Белозёров, Олег Валентинович — генеральный директор — председатель правления открытого акционерного общества «Российские железные дороги», город Москва
33. 9 сентября 2019 года, № 430 — Чистова, Вера Ергешевна — заместитель Председателя Счётной палаты Российской Федерации
34. 9 сентября 2019 года, № 430 — Глыбочко, Пётр Витальевич — ректор федерального государственного автономного образовательного учреждения высшего образования Первый Московский государственный медицинский университет имени И. М. Сеченова
35. 28 октября 2019 года, № 525 — Михайлов, Александр Яковлевич — профессор кафедры актёрского мастерства федерального государственного бюджетного образовательного учреждения высшего образования «Всероссийский государственный институт кинематографии имени С. А. Герасимова», город Москва
36. 11 ноября 2019 года, № 546 — Кудрявцев, Геннадий Иванович — генеральный директор акционерного общества «Ижевский мотозавод „Аксион-холдинг“», Удмуртская республика
37. 11 ноября 2019 года, № 546 — Новаков, Иван Александрович — президент федерального государственного бюджетного образовательного учреждения высшего образования «Волгоградский государственный технический университет»
38. 11 ноября 2019 года, № 546 — Муратов, Равиль Фатыхович — заместитель генерального директора административно-управленческого корпуса открытого акционерного общества «Татнефтехиминвест-холдинг», помощник Президента Республики Татарстан
39. 19 декабря 2019 года, № 611 — Пушков, Алексей Константинович — член Совета Федерации Федерального собрания Российской Федерации от законодательного (представительного) органа государственной власти Пермского края, член Комитета Совета Федерации по конституционному законодательству и государственному строительству

## Кавалеры ордена IV степени
1. 28 марта 2019 года, № 132 — Князев, Евгений Владимирович — ректор федерального государственного бюджетного образовательного учреждения высшего образования «Театральный институт имени Бориса Щукина при Государственном академическом театре имени Евгения Вахтангова», город Москва
2. 1 апреля 2019 года, № 140 — Мисуркин, Александр Александрович — инструктор-космонавт-испытатель — начальник группы отряда космонавтов федерального государственного бюджетного учреждения «Научно-исследовательский испытательный центр подготовки космонавтов имени Ю. А. Гагарина», Московская область
3. 16 апреля 2019 года, № 174 — Гагарина, Елена Юрьевна — генеральный директор федерального государственного бюджетного учреждения культуры «Государственный историко-культурный музей-заповедник „Московский Кремль“»
4. 16 апреля 2019 года, № 174 — Лазарев, Пётр Иванович — финансовый директор публичного акционерного общества «Нефтяная компания „Роснефть“», город Москва
5. 16 апреля 2019 года, № 174 — Татриев, Хасан Курейшевич — генеральный директор общества с ограниченной ответственностью «РН-Юганскнефтегаз», Ханты-Мансийский автономный округ — Югра
6. 29 апреля 2019 года, № 199 — Безродная, Светлана Борисовна — художественный руководитель федерального государственного бюджетного учреждения культуры «Российский государственный академический камерный „Вивальди-оркестр“», город Москва
7. 29 апреля 2019 года, № 199 — Гармаш, Сергей Леонидович — артист государственного бюджетного учреждения культуры города Москвы «Московский театр „Современник“»
8. 29 апреля 2019 года, № 199 — Захарова, Светлана Юрьевна — артистка балета федерального государственного бюджетного учреждения культуры «Государственный академический Большой театр России», город Москва
9. 29 апреля 2019 года, № 199 — Клюев, Борис Владимирович — артист федерального государственного бюджетного учреждения культуры «Государственный академический Малый театр России», город Москва
10. 29 апреля 2019 года, № 199 — Титель, Александр Борухович — художественный руководитель оперы государственного бюджетного учреждения культуры города Москвы «Московский академический Музыкальный театр имени народных артистов К. С. Станиславского и Вл. И. Немировича-Данченко»
11. 29 мая 2019 года, № 240 — Лавров, Алексей Михайлович — заместитель министра финансов Российской Федерации
12. 29 мая 2019 года, № 240 — Шаров, Юрий Владимирович — генеральный директор общества с ограниченной ответственностью «Интер РАО — Инжиниринг», город Москва
13. 13 июня 2019 года, № 274 — Осипов, Виктор Иванович — научный руководитель федерального государственного бюджетного учреждения науки Института геоэкологии имени Е. М. Сергеева Российской академии наук, город Москва
14. 13 июня 2019 года, № 274 — Даудов, Магомед Хожахмедович — Председатель Парламента Чеченской Республики
15. 13 июня 2019 года, № 274 — Чазов, Евгений Иванович — почётный директор федерального государственного бюджетного учреждения «Национальный медицинский исследовательский центр кардиологии», город Москва
16. 3 июля 2019 года, № 312 — Суслов, Анатолий Павлович — проректор федерального государственного бюджетного образовательного учреждения высшего образования «Санкт-Петербургский горный университет»
17. 17 июля 2019 года, № 337 — Беляев, Айдар Раисович — заместитель директора по внешним связям некоммерческого партнёрства «КАМАЗ-Автоспорт» (Республика Татарстан)
18. 17 июля 2019 года, № 337 — Мирный, Валерий Александрович — слесарь по ремонту автомобилей некоммерческого партнёрства «КАМАЗ-Автоспорт» (Республика Татарстан)
19. 9 августа 2019 года, № 373 — Долгополов, Николай Петрович — оператор станков с числовым программным управлением общества с ограниченной ответственностью «Белэнергомаш-БЗЭМ», Белгородская область
20. 9 августа 2019 года, № 373 — Вознесенская, Анастасия Валентиновна — артистка федерального государственного бюджетного учреждения культуры «Московский Художественный академический театр имени А. П. Чехова»
21. 9 августа 2019 года, № 373 — Евдокимова, Алефтина Николаевна — артистка федерального государственного бюджетного учреждения культуры «Государственный академический Малый театр России», город Москва
22. 23 августа 2019 года, № 392 — Орлов, Александр Владимирович — председатель Арбитражного суда Центрального округа
23. 23 августа 2019 года, № 392 — Вдонин, Василий Алексеевич — генеральный директор открытого акционерного общества «Маяк», Пензенская область
24. 19 сентября 2019 года, № 464 — Чайковская, Елена Анатольевна — председатель Тренерского совета Общероссийской общественной организации «Федерация фигурного катания на коньках России», город Москва
25. 4 октября 2019 года, № 479 — Пермякова, Александра Андреевна — художественный руководитель федерального государственного бюджетного учреждения культуры «Государственный академический русский народный хор имени М. Е. Пятницкого», город Москва
26. 4 октября 2019 года, № 479 — Яковлев, Валерий Николаевич — художественный руководитель автономного учреждения Чувашской Республики «Чувашский государственный ордена Трудового Красного Знамени академический драматический театр имени К. В. Иванова»
27. 21 октября 2019 года, № 506 — Иванов, Игорь Владимирович (митрополит Ростовский и Новочеркасский Меркурий) — глава Донской митрополии Русской православной церкви, Ростовская область
28. 6 декабря 2019 года, № 587 — Агафонников, Владислав Германович — профессор кафедры федерального государственного бюджетного образовательного учреждения высшего образования «Московская государственная консерватория имени П. И. Чайковского»